# Österreichischer Raiffeisenverband
Der Österreichische Raiffeisenverband (ÖRV) ist ein eingetragener österreichischer Verein (ZVR-Nummer 113436576). Vereinszweck ist die Vertretung der Interessen der Raiffeisen-Gruppe. Für seine Mitglieder ist der ÖRV auch Revisionsverband nach dem Genossenschaftsrevisionsgesetz, zudem koordiniert er die Arbeit der 8 Raiffeisen-Revisionsverbände in den Bundesländern. 
Als einzige bundesländer- und spartenübergreifende Plattform der Österreichischen Raiffeisen-Gruppe ist der ÖRV darüber hinaus in den Bereichen Mitarbeiter- und Funktionärsausbildung (Raiffeisen Campus), Beratung (Recht & Steuern, Betriebswirtschaft & Bilanzierung, Personal & Kollektivverträge, Kompetenzzentrum Genossenschaft) und Kommunikation (Raiffeisenzeitung, Raiffeisen Media) tätig.

## Geschichte
Der Österreichische Raiffeisenverband wurde 1898 unter dem Namen "Allgemeiner Verband landwirtschaftlicher Genossenschaften" gegründet, nachdem in Österreich die Anzahl der nach dem System von Friedrich Wilhelm Raiffeisen arbeitenden Darlehenskassen bis 1896 auf rund 600 gestiegen war. Am 24. Juni 1960 erfolgte die Umbenennung in "Österreichischer Raiffeisenverband". 
Stand 2025 werden direkt und indirekt rund 1.400 Raiffeisen-Genossenschaften in 4 Sparten („Geld“, „Ware“, „Milch“ und „Weitere“) sowie deren zahlreiche Verbund- und Beteiligungsunternehmen betreut. 
Der gewählte Obmann des Österreichischen Raiffeisenverbandes trägt traditionell den Titel „Generalanwalt“ und ist der höchste Repräsentant der Raiffeisen-Organisation in Österreich. Seit 2022 bekleidet Erwin Hameseder dieses Amt. 
Die Geschäfte führt seit März 2023 der Generalsekretär Johannes Rehulka.

### Generalanwälte
- Franz Richter (1898–1902)
- Paul von Störck (1902–1919)
- Matthäus Bauchinger (1920–1931)
- Rudolf Buchinger (1931–1938)
- Vinzenz Schumy (1945–1962)
- Eduard Hartmann (1962–1966)
- Rudolf Rasser (1967–1978)
- Hellmuth Klauhs (1978–1988)
- Simon Koiner (1988–1990)
- Herbert Kleiß (1990–1994)
- Christian Konrad (1994–2012)
- Walter Rothensteiner (2012–2022)[1][2][3]
- Erwin Hameseder (ab 2022)[3]

## Interessenvertretung
Der ÖRV vertritt die Interessen der Raiffeisen-Gruppe gegenüber allen relevanten nationalen und internationalen Institutionen und Behörden. Dazu zählen auch Informationstransfer und Öffentlichkeitsarbeit.

## Mitglieder
Mitglieder des ÖRV sind (Stand: Juli 2019):
- Raiffeisen Bankengruppe
  - Raiffeisen Bank International AG
  - Raiffeisen-Landesbank Steiermark AG
  - Raiffeisen-Landesbank Tirol AG
  - Raiffeisenlandesbank Burgenland und Revisionsverband regGenmbH
  - Raiffeisenlandesbank Kärnten – Rechenzentrum und Revisionsverband regGenmbH
  - Raiffeisenlandesbank Niederösterreich-Wien AG
  - Raiffeisenlandesbank Oberösterreich AG
  - Raiffeisen Landesbank Vorarlberg Waren- und Revisionsverband regGenmbH
  - Raiffeisenverband Salzburg regGenmbH
  - Posojilnica Bank eGen
  - Notartreuhandbank AG
  - Raiffeisen Bausparkasse GmbH
  - Raiffeisen Kapitalanlage-GmbH
  - Raiffeisen-Leasing GmbH
  - "Aktuell" Raiffeisen Versicherungs-Marklerdienst GmbH
  - Raiffeisen Wohnbaubank AG
- Raiffeisen-Lagerhausgruppe
  - Raiffeisen Lagerhaus Salzburg GmbH
  - RWA Raiffeisen Ware Austria Handel und Vermögensverwaltung eGen
  - RWA Raiffeisen Ware Austria AG
  - „Unser Lagerhaus“ Warenhandels-GmbH
- Raiffeisen-Molkereigruppe
  - Milchverband Österreich (MVÖ)
  - MGN – Milchgenossenschaft Niederösterreich regGenmbH
  - NÖM AG
- Andere Genossenschaften
  - FGÖ-Friedhofsgärtnergenossenschaft Österreichs für Dauergrabpflege regGenmbH
  - Österreichische Raiffeisen-Sicherungseinrichtung eGen
  - Rai-Energie eGen
  - Raiffeisen Kooperations eGen
  - Sektorrisiki Oberösterreich eGen
  - „ZEG“ Immobilien- und Beteiligungs regGenmbH
- Raiffeisen-Beteiligungsunternehmen
  - AGRANA Beteiligungs-AG
  - DZR Immobilien- und Beteiligungs GmbH
  - GARANT-Tiernahrung GmbH
  - Leipnik-Lundenburger Invest Beteiligungs AG
  - Raiffeisen Bausparkasse GmbH
  - Raiffeisen e-force GmbH
  - Raiffeisen Immobilien Vermittlung GmbH
  - Raiffeisen Informatik GmbH & Co KG
  - Raiffeisen-Holding Niederösterreich-Wien reg.GmbH
  - Raiffeisen-Reisebüro GmbH
  - Raiffeisenbankengruppe OÖ Verbund eGen
  - RLB Holding reg.GmbH OÖ
  - RLB-Stmk Holding eGen
  - RLB-Stmk Verbund eGen
  - RLB-Stmk Verwaltung eGen
  - RSC Raiffeisen Service Center GmbH
  - UNIQA Insurance Group AG
  - Valida Holding AG
  - Zentrale Raiffeisenwerbung
  - ÖZVG Österreichische Zuckerrübenverwertungsgenossenschaft eGen
- Raiffeisen-Revisionsverbände
  - Raiffeisenlandesbank Burgenland und Revisionsverband eGen
  - Raiffeisenlandesbank Kärnten – Rechenzentrum und Revisionsverband regGenmbH
  - Raiffeisen-Revisionsverband Niederösterreich-Wien eGen
  - Raiffeisenverband Oberösterreich eGen
  - Raiffeisenverband Steiermark
  - Raiffeisenverband Tirol
  - Raiffeisenverband Salzburg eGen
  - Raiffeisen Landesbank Vorarlberg mit Revisionsverband eGen
  - Posojilnica Bank eGen
  - Raiffeisenverband Südtirol Genossenschaft

- Wirtschaftsprüfungsunternehmen
  - Logos Wirtschaftsprüfungs- und Steuerberatungs-GmbH
  - Multicont Wirtschaftsprüfung und Steuerberatung GmbH